# Schäufele

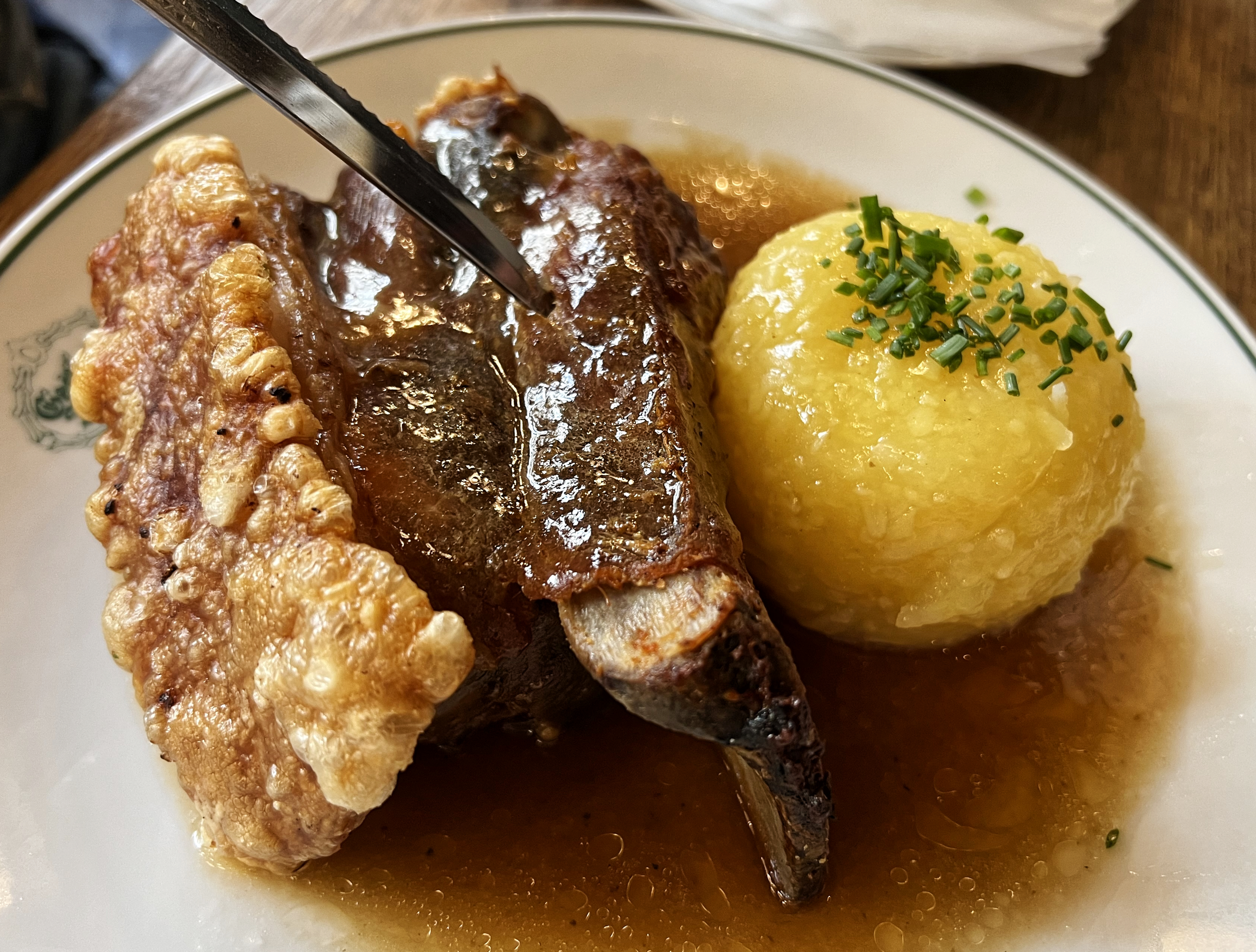
Fränkisches Schäuferla mit Kartoffelkloß

Schäufele, Schäuferle, Schäuferla, Schäufala, Schäufli, Schäuferl oder Schäufelchen ist der süddeutsche Name für die flache Schweineschulter; in der Schweiz, in Südbaden und im Elsass wird das Stück Schüfeli, Schiifele, Schüfele oder Schiifeli genannt. Namensgebend ist der gepökelte und geräucherte Schweinebug (mit Schaufelknochen).

## Franken
Für das fränkische Schäuferla (bzw. Schäufala) wird beim rohen Schulterstück mit Knochen und Schwarte die Schwarte kreuzweise eingeritzt, das Fleisch mit Salz, Pfeffer und Kümmel gewürzt, auf gewürfeltes Wurzelgemüse und gewürfelte Zwiebeln in einen Bräter gesetzt, etwas Fleischbrühe und eventuell dunkles Bier hinzugegeben und alles für gut zwei bis drei Stunden im Ofen geschmort. Beim fertigen Schäufele sollte sich das Fleisch leicht vom Knochen lösen und die Schwarte knusprig und goldbraun sein. Serviert wird es mit dunklem Bratenjus, Kartoffelklößen und in Mittelfranken mit gemischtem Salat, in Teilen Oberfrankens mit Sauerkraut oder seltener mit Blaukraut und in Unterfranken vorwiegend mit Wirsing.

## Baden

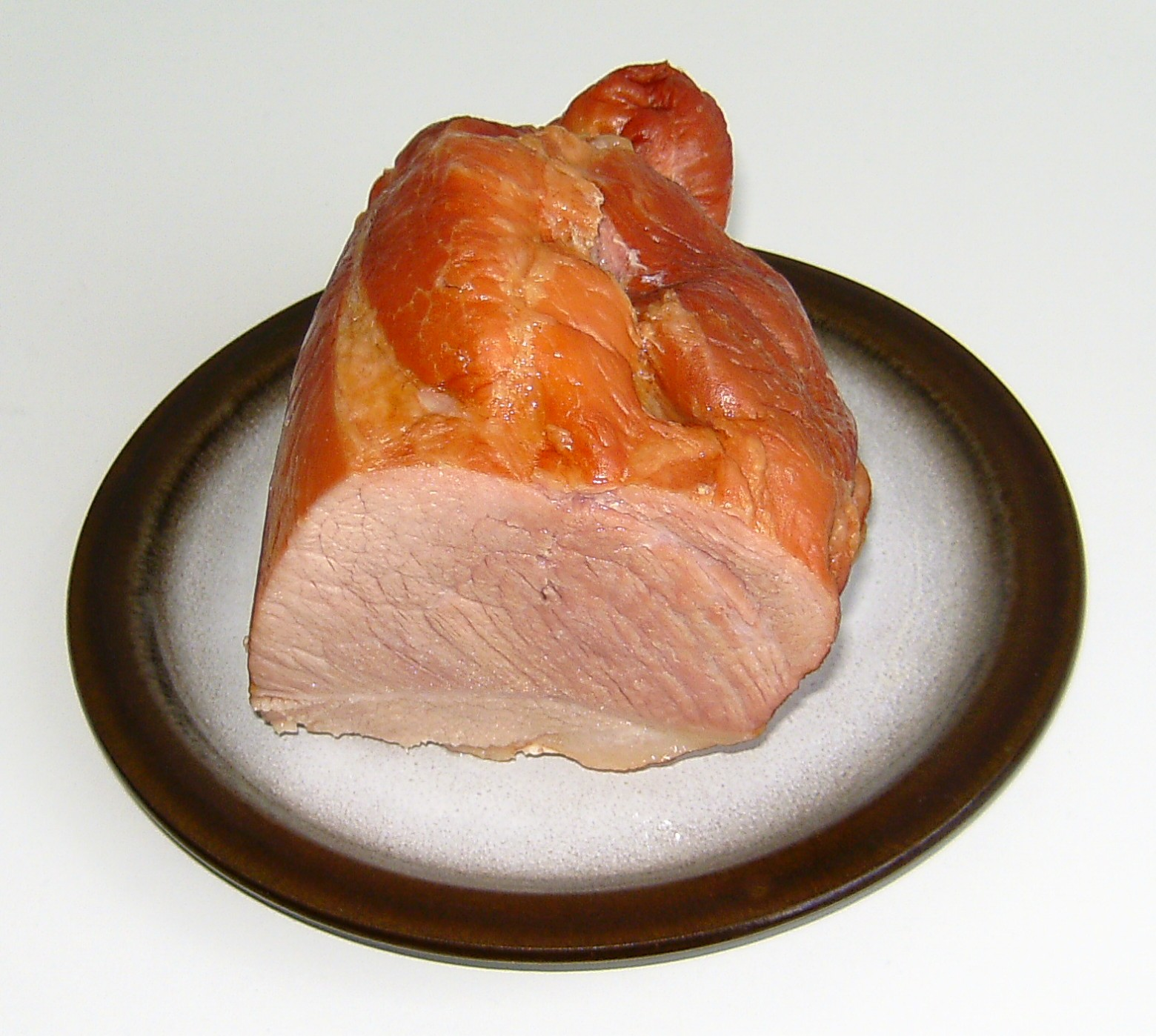
Badisches Schäufele

Das badische Schäufele ist eine gepökelte und geräucherte Schweineschulter. Sie wird in einem Sud aus Wasser, Weißwein und etwas Essig mit Zwiebel, Lorbeer und Gewürznelken knapp unter dem Siedepunkt ca. 75 Minuten gegart. Serviert wird badisches Schäufele mit einem Kartoffelsalat, der mit der Kochbrühe und Salz, Pfeffer und Essig angemacht wurde. Das Schiifeli mit Kartoffelsalat (Erdäpfelsalat) und Feldsalat (Sunnewirbeli) ist in Südbaden ein traditionelles Essen an Heiligabend.

## Schweiz
Das Schweizer Schüfeli ist ebenfalls gepökelt und geräuchert und wird mit Dicken Bohnen oder Sauerkraut gegart. Es ist in der Schweiz ein häufiges Weihnachtsessen.